# شیون نیوا
شیون نیوا (ژاپنی: 丹羽 詩温؛ زادهٔ ۱۸ ژوئن ۱۹۹۴) یک بازیکن فوتبال اهل ژاپن است.
از باشگاه‌هایی که در آن بازی کرده‌است می‌توان به باشگاه فوتبال اهیمه و باشگاه فوتبال زویگن کانازاوا اشاره کرد.